# بیل بر
بیل فردریک بِر (به انگلیسی: William Frederic Burr؛ متولد ۱۹ ژوئن ۱۹۶۸) استندآپ کمدین، بازیگر، نویسنده، پادکستر و منتقد اجتماعی اهل آمریکا است. او تابه‌حال چندین برنامهٔ استندآپ ویژه منتشر کرده‌است. علاوه بر استندآپ، بیل بر برای پادکست خود، پادکست صبح دوشنبه و بازی در سریال بریکینگ بد نیز شناخته‌شده‌است. در سال ۲۰۱۷، رولینگ استون وی را در رده هفدهم در فهرست ۵۰ استندآپ کمدین برتر تاریخ قرار داد.